# Лорета Лин
Лорета Лин (на английски: Loretta Lynn) е американска кънтри певица.

## Биография
Родена е на 14 април 1932 година в Бъчър Холоу, Кентъки, в семейството на миньор. Започва да се занимава с музика, насърчена от съпруга си, музикален мениджър, и от 1960 година става част от кънтри сцената. Придобива широка известност в края на 60-те години, а през 1972 година получава първата от четирите си награди „Грами“.